# حكومة مركزية
الحكومة المركزية هي الحكومة التي يتم فيها ممارسة السلطة أو السلطة القانونية وتنسيقها بحكم الواقع السياسي التنفيذي للدول الاتحادية والسلطات المحلية, وغير ذلك من الوحدات الصغيرة التي تعدّ خاضعة لها. وفي السياق الوطني تحدث عند نقل السلطة إلى دولة قومية ذات سيادة عادة.
وجميع الحكومات المشّكلة تكون، بدرجة ما، مركزية بالضرورة بمعنى أن الدولة الاتحادية من الناحية النظرية تمارس سلطات وصلاحيات تفوق الأجزاء المكونة لها، لدرجة أن الوحدة الأساسية بالمجتمع - التي عادة ما يتم تصورها باعتبارها مواطنًا فردًا - تتولى السلطات المخولة بوحدة أكبر مثل الدولة أو المجتمع المحلي، ومن ثم تكون السلطة مركزية. ويشكل المدى الذي يجب أن يحدث فيه ذلك وطريقة نشوء وتطور الحكومة المركزية جزءًا من نظرية العقد الاجتماعي.
على سبيل المثال، يتم تحديد ما هو متاح للمستهلكين ومنظمات التصنيع من خلال المركزية